# Griffelblomflugor
Griffelblomflugor (Ceriana) är ett släkte av tvåvingar som beskrevs av Rafinesque 1815. Griffelblomflugor ingår i familjen blomflugor.

## Dottertaxa till griffelblomflugor, i alfabetisk ordning[1][2]
- Ceriana abbreviata
- Ceriana ablepta
- Ceriana afra
- Ceriana africana
- Ceriana alaplicata
- Ceriana ammophilina
- Ceriana anaglypha
- Ceriana anceps
- Ceriana anchorata
- Ceriana ancoralis
- Ceriana annulata
- Ceriana annulifera
- Ceriana antipoda
- Ceriana apicalis
- Ceriana arietis
- Ceriana atacta
- Ceriana aurata
- Ceriana australis
- Ceriana bassleri
- Ceriana bellardii
- Ceriana bequaerti
- Ceriana bergrothi
- Ceriana bezzii
- Ceriana bicolor
- Ceriana bigotii
- Ceriana binominata
- Ceriana boliviana
- Ceriana brauerii
- Ceriana brevis
- Ceriana breviscapa
- Ceriana brunettii
- Ceriana brunnea
- Ceriana brunnecorporalis
- Ceriana brunneipennis
- Ceriana bubulici
- Ceriana bullosa
- Ceriana cacica
- Ceriana caesarea
- Ceriana caffra
- Ceriana caucasica
- Ceriana compacta
- Ceriana congolensis
- Ceriana conopsoides
- Ceriana crux
- Ceriana cylindrica
- Ceriana daphnaeus
- Ceriana decorata
- Ceriana delicatula
- Ceriana dentipes
- Ceriana dilatipes
- Ceriana dimidiatipennis
- Ceriana divisa
- Ceriana doddi
- Ceriana durani
- Ceriana engelhardti
- Ceriana euchroma
- Ceriana eumenioides
- Ceriana euphara
- Ceriana euprosopa
- Ceriana fabricii
- Ceriana facialis
- Ceriana fenestrata
- Ceriana flavipennis
- Ceriana flavosignata
- Ceriana floridensis
- Ceriana formosensis
- Ceriana frenata
- Ceriana fruhstorferi
- Ceriana fulvescens
- Ceriana gambiana
- Ceriana garibaldii
- Ceriana gibbosa
- Ceriana globigaster
- Ceriana gloriosa
- Ceriana grahami
- Ceriana guangxiana
- Ceriana hervebazini
- Ceriana himalayensis
- Ceriana hopei
- Ceriana hungkingi
- Ceriana japonica
- Ceriana javana
- Ceriana katoniana
- Ceriana kerteszi
- Ceriana lateralis
- Ceriana loewii
- Ceriana lyncharribalzagai
- Ceriana lynchii
- Ceriana lypra
- Ceriana macleayi
- Ceriana macquarti
- Ceriana macrosticta
- Ceriana maculipennis
- Ceriana madecassa
- Ceriana malleus
- Ceriana marginalis
- Ceriana mastersi
- Ceriana meadei
- Ceriana meijerei
- Ceriana mellivora
- Ceriana metallica
- Ceriana mikii
- Ceriana mime
- Ceriana minuta
- Ceriana multipunctata
- Ceriana naja
- Ceriana neavei
- Ceriana nigerrima
- Ceriana nigra
- Ceriana nigripennis
- Ceriana nitida
- Ceriana obscura
- Ceriana oceanica
- Ceriana odontomera
- Ceriana optata
- Ceriana opuntiae
- Ceriana ornata
- Ceriana ornatifrons
- Ceriana patricia
- Ceriana pedicellata
- Ceriana petersi
- Ceriana petri
- Ceriana petronillae
- Ceriana phya
- Ceriana picta
- Ceriana pictula
- Ceriana platypus
- Ceriana plaumanni
- Ceriana pleuralis
- Ceriana polista
- Ceriana polistes
- Ceriana polistiformis
- Ceriana polistoides
- Ceriana procapna
- Ceriana pulchra
- Ceriana pyrrhocera
- Ceriana rachmaninovi
- Ceriana regale
- Ceriana relicta
- Ceriana relictura
- Ceriana rieki
- Ceriana robusta
- Ceriana roederii
- Ceriana rubrobrunnea
- Ceriana rufibasis
- Ceriana rufifrons
- Ceriana rufipetiolata
- Ceriana sackenii
- Ceriana salvazai
- Ceriana sartorum
- Ceriana saundersi
- Ceriana sayi
- Ceriana schnablei
- Ceriana schwarzi
- Ceriana shannoni
- Ceriana siamensis
- Ceriana signifera
- Ceriana similis
- Ceriana smaragdina
- Ceriana snowi
- Ceriana speiseri
- Ceriana sphenotoma
- Ceriana stackelbergi
- Ceriana stenogaster
- Ceriana subarmata
- Ceriana subcastanea
- Ceriana subsessilis
- Ceriana superba
- Ceriana swierstrai
- Ceriana tolmera
- Ceriana townsendi
- Ceriana travassosi
- Ceriana tredecimpunctata
- Ceriana triangulifera
- Ceriana trichopoda
- Ceriana tricolor
- Ceriana tridens
- Ceriana trinotata
- Ceriana ugandana
- Ceriana unipunctata
- Ceriana wallacei
- Ceriana variabilis
- Ceriana varipes
- Ceriana weemsi
- Ceriana verralli
- Ceriana vespiformis
- Ceriana vicina
- Ceriana wiedemanni
- Ceriana willistoni
- Ceriana vittipes
- Ceriana worelli
- Ceriana wui
- Ceriana wulpii
- Ceriana yoshikawai